# Giovanni Andrea Cortese
Giovanni Andrea Cortese ou Gregorio Cortese (nome religioso na ordem dos beneditinos)  (Módena, 1483 - 21 de setembro de 1548) foi um Cardeal italiano da Igreja  Católica e um reformador monástico.